# 金田賢一
金田 賢一（かねだ けんいち、1961年〈昭和36年〉8月22日 - ）は、日本の俳優・実業家。ホリプロ→長良プロダクション→オフィスコットン所属。株式会社カネダ企画代表取締役。父は元プロ野球選手・監督の金田正一。叔父は元プロ野球選手の金田高義、金田星雄、金田留広、元プロ野球選手の金石昭人とは従兄にあたる。
兵庫県出生、東京都育ち。成城大学中退。

## 来歴・人物
兵庫県にある母（宝塚歌劇団卒業生・雅章子（みやび・のりこ、金田敏子。宝塚歌劇団35期生、寿美花代の同期）の実家で生まれ、東京都で育つ。中学（成城学園）時代は野球をしていたが、本人は「下手だった」という。
1978年、父・正一の友人だった長門裕之が製作に係わっていた映画『正午なり』でデビューし、その後1984年にドラマ『風の中のあいつ』にて渡辺徹演じる主人公の恋敵役として出演し注目される。1985年にはドラマ『太陽にほえろ!』にデューク刑事役で出演。1986年からは西川きよしの参議院選挙の出馬による一時降板に伴い、翌1987年までTBS『料理天国』の司会を務めた。また、きよしは当選後約1年半復帰し共演した。
さらに、2004年5月から2011年3月まで、テレビ神奈川のお昼の情報番組『1230アッと!!ハマランチョ』の月・火曜日のMCを務めた。
父の正一とは、この人「金田正一ショー」（NHK総合）、TBSのテレビ番組『関口宏の東京フレンドパーク』、神奈川県警のポスター『金田さんは、カネ出さん!』で親子共演を果たしている。
1985年には、宝塚歌劇団の花組で男役を務めていた梓のぼると結婚。翌1986年に第一子（長女）を授かった。結婚式では、当時『おはよう!ナイスデイ』（フジテレビ）をよく視聴していた正一の希望で、司会陣の1人としてフジテレビへ出向していた桑原征平（関西テレビアナウンサー）が司会を任されていた。
近年は、単発ドラマの脇で犯人役など深みのある演技を披露している一方、夫人との温泉旅行番組にも出演している。
ホームヘルパー2級の資格を持っている。また、少年時代から現在までボーイスカウトの活動をしており、「自分で出来ることは何でも自らでやる」「歩く歩く歩く!」を信条としている。テレビ局に出向く際も車ではなく、自転車と通勤電車を今でも使う。また、料理も得意で教室を開くほどである。
2007年からは、音楽家の丸尾めぐみとの朗読ユニット『朗読三昧』の活動を開始し、定期的に公演を行っている。

## 出演
太字の役は主演または主演相当および代表的な出演役

### 映画
- 正午なり（1978年、ATG） - 主演・忠夫 役
- 不良少年（1980年、東映） - 主演・澄川隆 役
- 太陽のきずあと（1981年、東映） - 主演・茂木修平 役
- 連合艦隊（1981年、東宝） - 本郷真二 役[5]
- 月の夜 星の朝（1984年、大映） - 西野先生 役
- 嵯峨野の宿（1987年、にっかつ） - 平垣信治 役
- パイレーツによろしく（1988年、キノシタ映画） - 岡本克之 役
- 女帝 春日局（1990年、東映） - 徳川秀忠 役
- Mr.レディー夜明けのシンデレラ（1990年、東宝） - 中原哲也 役
- 江戸城大乱（1991年、東映） - 徳川家綱 役
- ミドリムシの姫（2022年）

### テレビドラマ

#### NHK総合
- 大河ドラマ
  - 「獅子の時代」（1980年） - 弥太郎 役
  - 「功名が辻」（2006年） - 田中吉政 役
  - 「風林火山」（2007年） - 柿崎景家 役
- 土曜ドラマ「魂の夏」（1980年11月15日） - 主演
- ポーツマスの旗 （1981年）
- いのち燃ゆ 第3部（1981年） - 岡田彦馬 役
- 立花登・青春手控え 第23話「旅立ち」 （1982年）
- 銀河テレビ小説
  - 「道頓堀川」（1982年5月）- 邦彦 役
  - 「青春前後不覚」（1983年） - 主演・胡桃沢政則  役
- 壬生の恋歌（1983年） - 鶴橋多喜人 役
- ドラマスペシャル「冬構え」（1985年3月30日） - 浦川昭二 役

#### 日本テレビ系
- 火曜劇場「愛と死の絶唱」（1979年） - 圭介 役
- 木曜ゴールデンドラマ（よみうりテレビ）
  - 「あらたなる旅立ち 妻よ子よありがとう」（1980年10月2日）
  - 「わが子よ、永遠に!!」（1980年11月13日） - 主演
  - 「まぼろしの初夜」（1982年8月12日）
  - 「受験戦争1983」（1983年3月24日） - 良介 役
  - 「女優時代」（1988年10月13日）
- 火曜サスペンス劇場
  - 「舞いこんだ死亡診断書」（1982年8月31日）
  - 「極刑」（1982年11月23日）
  - 「ズームイン!!朝!殺人事件」（1988年11月15日） - 坂口孝次 役
  - 「山岳ミステリー3」（1990年） - 緑川智宏 役
  - 「小京都ミステリー3 津和野、萩殺人事件」（1991年4月16日） - 中森慎一 役
  - 「結婚適齢期」（1991年6月25日）
  - 「昨日を探す女 ふるさとに行きて死なむと思ふ」（1995年11月28日）
- 風の中のあいつ（1984年） - 花形進 役
- 太陽にほえろ! 第660回「デューク刑事登場!」〜第715回「山さんからの伝言」（1985年 - 1986年） - 島津公一（デューク） 役
- 検事・若浦葉子 第6話「偽証・アリバイが問いかける真実の友情」（1991年5月18日）
- 八百八町夢日記スペシャル 国盗り夢物語（1992年3月24日）

#### TBS系
- 東芝日曜劇場
  - 第1200回「女たちの忠臣蔵」（1979年12月9日） - 大石主悦 役
  - 第1272回「ちょっといい夫婦」（1981年5月10日）
  - 第1316回「幸せのいれもの」（1982年3月14日）
  - 第1442回「夏の出逢い」（1984年8月26日）
  - 第1594回「夏の花嫁」（1987年7月26日）
  - 第1730回「再婚しますか…」（1990年4月8日）
- 愛（1980年） - 恒松双六 役
- 俺んちものがたり!（1980年） - 春野秀 役
- 金曜ミステリー劇場「のぶ子の災難」（1982年）
- ザ・サスペンス
  - 「刑事ガモさんシリーズ」 - 八重樫俊彦 役
    - 「女子大生危険な帰り道」（1982年7月3日）
    - 「刑事ガモさんII」（1982年12月11日）

  - 「黄金流砂」（1983年8月20日） - 主演・法願総一郎 役
- スチュワーデス物語（1984年） - 中野孝 役
- 少女が大人になる時 その細き道（1984年） - 主演・坪田精二 役
- 水曜ドラマスペシャル「山陰殺人事件」（1986年8月6日、TBS） - 主演・浦上伸介 役
- セゾンスペシャル「サーカス村通り」（1987年6月12日）
- ドラマ23「コピー室より愛をこめて」（1989年4月）
- 水戸黄門（C.A.L）
  - 第19部 第20話「姫が暴いた悪企み -高山-」（1990年） - 内藤平八郎 役
  - 第23部 第12話「兄の敵はお殿様 -山中-」（1994年） - 前田利直 役
- TBS大型時代劇スペシャル
  - 「武田信玄」（1991年1月1日） - 徳川家康 役
  - 「平清盛」（1992年1月1日）
- 月曜ドラマスペシャル
  - 「札幌駅殺人事件」（1992年4月13日） - 田宮洋一 役
  - 「京都映画女優殺人事件」（1994年6月20日）
- HOTEL　第3シリーズ 第22話（1994年9月15日） - 太郎 役
- 月曜ミステリー劇場
  - 「山村美紗サスペンス 京舞妓殺人事件」（2003年8月4日） - 北田 役
  - 「検察官 沢木穂乃歌2 悪の断層」（2005年8月1日）
- ハンチョウ〜警視庁安積班〜 第9話「母親の命か?子どもの命か?」 （2012年6月4日） - 神坂孝介 役

#### フジテレビ系
- 家族サーカス（1979年） - 北島乗彦 役
- 土曜ナナハン学園危機一髪「1980・帰らざる夏」（1980年8月23日） - 主演
- 時代劇スペシャル
  - 「おんな霧隠才蔵 戦国忍者風雲録」（1982年3月26日） - 真田大助 役
  - 「十六文からす堂 江戸占い謎を斬る」（1982年7月16日） - 二ノ宮豊作 役
- 大奥 第3話「陰謀の毒薬」・第8話「偽れる唇」（1983年、関西テレビ） - 徳川忠長 役
- ドラマスペシャル「吉田茂」（1983年4月9日、関西テレビ）
- 金曜女のドラマスペシャル
  - 「愛の終着駅」（1984年10月19日）
  - 「足の裏」（1984年11月16日）
- 花王名人劇場（関西テレビ / 東阪企画）
  - 裸の大将
    - 第28話「清と伊豆の踊り子たち」（1988年7月24日） - 信一 役
    - 第79話「 清が見た画家の秘密」（1996年6月2日） - 三沢俊平 役
- あぶない女たち（1990年、東海テレビ）
- 金曜エンタテイメント
  - 「赤い霊柩車II 黒衣の結婚式」（1993年6月4日）
  - 美人三姉妹温泉芸者が行く!4（1997年6月6日） - 火田精一 役
  - 「赤い霊柩車8 燃える棺」（1997年12月26日） - 智夫 役
- 金曜プレステージ
  - 「鬼刑事 米田耕作 〜銀行員連続殺人の罠〜」（2012年2月3日） - 喫茶店マスター 役
  - 「浅見光彦シリーズ49 不等辺三角形」（2014年1月17日） - 河村忠治 役

#### テレビ朝日系
- 遠山の金さん 第1シリーズ 第42話「殺しを見たのは失明の美女!」（1983年2月3日） - 風見兵馬 役
- 火曜スーパーワイド「津軽海峡 おんな三人春景色」（1988年4月12日） - 沢木稔 役
- 木曜ドラマ「冬の来る前に」（1990年12月）
- 大型時代劇スペシャル「大逆襲! 四匹の用心棒3」（1991年4月4日） - 一色丹波守景信 役
- 時代劇スペシャル「素浪人無頼旅II」（1992年3月30日） - 小笠原相模守 役
- 土曜ワイド劇場「みちのく湯煙り殺人峡谷」（1993年7月10日）
- 新春大型時代劇スペシャル「家光謀殺」（1995年1月3日） - 丸橋忠弥 役

#### テレビ東京系
- 12時間超ワイドドラマ「花の生涯 井伊大老と桜田門」（1988年1月2日）
- 事件記者 浦上伸介1（2001年） - 滝川刑事
- 女優 麗子〜炎のように（2013年3月6日） - 夏木治 役

### テレビアニメ
- 少年宮本武蔵 わんぱく二刀流（1982年10月6日、フジテレビ）

### その他のテレビ番組
- ハマランチョ（テレビ神奈川） - 月・火曜司会
- 土曜スペシャル（テレビ東京） - 夫婦で出演する機会が多い
- 料理天国（TBS）
- 今夜は最高!（日本テレビ）
- 午後は○○おもいッきりテレビ（日本テレビ）
- ぶらり途中下車の旅（日本テレビ）

### ラジオ
- サウンズ・ウィズ・コーク（TBSラジオ・河合奈保子のアシスタント）

### イベント
- 横濱夢語り
  - ににんがはち〜横浜最後のお座敷芸者 京子姐さん物語〜
  - 天使はブルースを歌う（山崎洋子作）
  - 本牧60S★70sフェンスの青春（第62回文化庁芸術祭参加作品）

### ビデオシネマ
- ドロップ・アウト しなやかな女豹（1992年、松竹ホームビデオ）
- Another XX 狂愛（ファナティック・ラブ）（1998年、東映ビデオ）

### CM
- はごろも缶詰
- サンスター（サンスター トニックシャンプー、ソルトサンスター）
- アース製薬（アースレッドW）
- キリンライトビール（1983年）[6]

## ディスコグラフィ

### シングル
| #                    | 発売日               | A/B面                | タイトル             | 作詞                 | 作曲                 | 編曲                 | 規格品番             |
| キャニオン・レコード | キャニオン・レコード | キャニオン・レコード | キャニオン・レコード | キャニオン・レコード | キャニオン・レコード | キャニオン・レコード | キャニオン・レコード |
| -------------------- | -------------------- | -------------------- | -------------------- | -------------------- | -------------------- | -------------------- | -------------------- |
| 1                    | 1981年 2月5日        | A面                  | 太陽のきずあと       | 東海林良             | 大野克夫             | 大野克夫             | 7A-0048              |
| 1                    | 1981年 2月5日        | B面                  | 明日へ               | 小林和子             | 石川たいめい         | 馬飼野康二           | 7A-0048              |
| 日本コロムビア       |                      |                      |                      |                      |                      |                      |                      |
| 2                    | 1987年 8月1日        | A面                  | ピリオド             | 阿木燿子             | 井上大輔             | 川村栄二             | AH-854               |
| 2                    | 1987年 8月1日        | B面                  | Misty Lady           | 阿木燿子             | 井上大輔             | 川村栄二             | AH-854               |
| 3                    | 1987年 10月21日      | B面                  | ぼたん雪             | 山上路夫             | 馬飼野康二           | 前田俊明             | AH-870               |

### タイアップ曲
| 年     | 楽曲           | タイアップ                       |
| ------ | -------------- | -------------------------------- |
| 1981年 | 太陽のきずあと | 東映映画「太陽のきずあと」主題歌 |
| 1987年 | ピリオド       | にっかつ映画「嵯峨野の宿」主題歌 |

## 受賞
- ブルーリボン 新人賞受賞（1979年度）
- エランドール賞 新人賞受賞（1981年）
- 日本アカデミー賞 新人賞受賞